# ヴェッセリーナ・カサロヴァ
ヴェッセリーナ・カサロヴァ（またはカサローヴァ）（Vesselina Kasarova 1965年7月18日 - ）は、ブルガリアのメゾソプラノ歌手。

## 経歴
ブルガリアのスタラ・ザゴラに生まれ、少女時代から音楽教育を受け始める。演奏会ピアニストとしての研修の末に卒業証書を獲得すると、ソフィア音楽アカデミーでレッサ・コレヴァに声楽を師事、まだ在学中にソフィア国立歌劇場でデビューしている。
1989年にチューリヒ歌劇場と契約し、まもなく聴衆の支持を得た。同年、BMGクラシックスのオーナー、ベルテルスマン後援によるドイツの国際ギュータースロー声楽コンクールにおいて首位を獲得、これによってBMGクラシックス（RCAレッド・シール・レーベル）と契約を結ぶ。それから2年後に、コリン・デイヴィス指揮のもと、モーツァルトの《皇帝ティートの慈悲》のアンニーオ役により、ザルツブルク音楽祭にデビューし、またロッシーニの《セビリアの理髪師》のロジーナ役によりウィーン国立歌劇場にも初出演を果たす。1992年は、ザルツブルクにおいて急遽マリリン・ホーンの代役として《タンクレーディ》に出演（のちに録音）、国際的な飛躍の年となった。近年はグルックの《オルフェオとエウリディーチェ》のオルフェウス役により、ミュンヘン・バイエルン州立歌劇場に出演している。また近年は、演奏会や録音において、同じスラヴ系のエディタ・グルベローヴァと共演する機会が多い。2000年にオペラ歌手として初来日した。その後も2002年と2004年に来日しており、2004年にはオペラ歌手として日本全国で活躍したほか、東京でリサイタルも開いている。
2003年には作曲家のクラシーミル・キュルクチィスキーの協力で《ブルガリアン・ソウル》と題したCDをリリース、これはブルガリア民謡を通史的に編集した音源となっている。
これまでにショーソンやラヴェルなどのフランス芸術歌曲をCDに録音しているほか、チャイコフスキーの《スペードの女王》、オッフェンバックの《美しきエレーヌ》のビデオに、モンテヴェルディの《ウリッセの帰還》、ベルリオーズの《ファウストの劫罰》、マスネの《ヴェルテル》、リヒャルト・シュトラウスの《ばらの騎士》のDVDにも出演している。